# Prezentul simplu în limba engleză

Present simple pe axa timpului

The Present Simple, sau The Present Tense Simple este un timp prezent folosit în limba engleză modernă. Este denumit present, deoarece este folosit de obicei (dar nu totdeauna) pentru a face referire la prezent, și simple, deoarece este format dintr-un singur cuvânt (cum ar fi write sau writes), în contrast cu alte forme de prezent, cum ar fi prezentul continuu (is writing) și prezentul perfect (has written). Pentru aproape toate verbele din engleză prezentul simplu este identic cu forma de bază (forma din dicționar) a verbului, cu excepția cazului în care subiectul este la persoana a treia singular, caz în care se adaugă la final -(e)s. Sunt câteva verbe cu formă neregulată, cel mai important fiind verbul copulativ be (a fi), care are formele de prezent simplu am, is și are.
Utilizarea principală a prezentului simplu este să se refere la o acțiune sau un eveniment care are loc în mod obișnuit, ca în He writes for a living (în contrast cu prezentul continuu care se referă la o acțiune în desfășurare în momentul vorbirii: He is writing a letter now). Unele verbe care exprimă o stare, cum ar fi be și know, sunt utilizate la prezentul simplu  chiar și atunci când se referă la o stare prezentă temporar. Există, de asemenea, anumite alte utilizări (inclusiv cele menționate la paragraful următor), în care prezentul simplu nu reflectă un aspect obișnuit.
Ca și alte forme ale timpului în engleză, prezentul simplu are anumite utilizări care nu se referă la prezent. Se referă frecvent la viitor, la fel ca în "My train leaves tomorrow" și "If we win on Saturday, ...". Uneori se poate referi la un eveniment din trecut – ca în titluri de ziare, de exemplu.

## Formare
La afirmativ, present simple se formeaza după modelul Subiect + Verb și Subiect (He, she, it) + Verb(s/es) pentru persoana a treia singular.  La negativ, se adaugă forma do not sau don't în fața verbului și does not sau doesn't la persoana a treia singular. La forma de interogativ, present simple se formează după modelul Do + Subiect + Verb? și Does + he/she/it + Verb? pentru persoana a treia.
~~Folosire~~
De obicei, present simple este folosit pentru a exprima:
1. Acțiuni generale care au loc într-un interval de timp nespecificat, dar care include momentul vorbirii. Adevăruri general-valabile, legi ale naturii:
```
 
Birds 
fly
.
 - Păsările zboară.

Three and three 
make
 six.
 - Trei și cu trei fac șase. 

Water 
freezes
 at 0° Celsius. - Apa ingheata la
 
0° Celsius.

The Earth 
moves
 round the Sun. - Pamintul se misca in jurul soarelui.
```

2. Acțiuni obișnuite, repetate care au loc într-o perioadă de timp generală sau specifică:
```
I 
read
 a book every day.
 - Citesc o carte în fiecare zi.

The Post office 
opens
 at 8:45.
 - Poșta se deschide la 8:45.

I 
usually
 watch TV in the evening.
 - De obicei mă uit la TV seara.
```

3. Opinii, preferințe
```
I 
think
 India is beautiful
. - Cred ca India e frumoasă.

Some 
believe
 everything they read.
 - Unii cred tot ce citesc.

Adrian 
likes
 cats and dogs.
 - Lui Adrian îi plac pisicile și câinii.

Jim 
prefers
 maths.
 - Jim preferă matematica.
```

4. Comentarii sportive, demonstrații, exclamații:
```
The goal-keeper 
misses
 the ball and one more goal is scored.
 - Portarul nu prinde mingea și se marchează încă un gol.

I now 
mix
 the butter with the cocoa.
 - Acum amestec untul cu cacao.

Here 
comes
 out teacher!
 - Iată că vine profesorul nostru!
```

5. Prezentul simplu cu valoare  de viitor.
- pentru exprimarea datei:

```
Tomorrow 
is
 Saturday.
 - Mâine este sâmbătă.

Tomorrow 
is
 August 23rd.
 - Mâine este 23 august.
```

- pentru redarea unor acțiuni planificate, unor aranjamente:

```
We 
leave
 Bucharest at eight.
 - Plecăm din București la ora 8.

We 
arrive
 in  Buzau at ten.
 - Sosim la Buzău la ora 10.
```

- propoziții subordonate de timp și condiționale

```
We'll get home before it 
gets
 dark.
 - Vom ajunge acasă înainte să se întunece.

If it 
rains
 on Sunday, I'll repair my bicycle.
 - Dacă o să plouă duminică, am să-mi repar bicicleta.
```

6.  Prezentul simplu cu valoare  de trecut. În narațiuni sau pentru a sublinia efectul prezent al unei comunicări trecute.
```
One day, the little boy 
goes
 to the woods.
 - Într-o zi, băiatul a mers în pădure.

He 
tells
 me that you have won the competition.
 - El îmi spune că ai câștigat competiția.
```

## Reguli de formare
Cum s-a menționat mai sus, pentru prezentul simplu la persoana a treia singular (he, she and it), ca regulă generală, trebuie adăugat -s la forma de bază a verbului. Sunt, totuși, câteva excepții. Dacă verbul se termină în:
- -ss, -ch, -sh, -x, -z sau -o → se adaugă "es"
  - kiss/kisses;
  - watch/watches;
  - wish/wishes;
  - mix/mixes;
  - buzz/buzzes;
  - do/does.
- -y precedat de o consoană → "y"-ul dispare și se adaugă "ies"
  - fly/flies;
  - empty/empties;
  - study/studies.

Verbul copulativ be are următoarele formele neregulate: am (prima persoană singular), is (a treia persoană singular) și are (a doua persoană singular și pentru toate persoanele plural). Verbele modale  (can, must, etc.) au o singură formă, fără să se adauge -s la persoana a treia singular.

## Adverbe
Present simple este folosit adesea împreună cu adverbe ca always, every day/week/month/year, usually, all the time, often, seldom, rarely, (n)ever, on Fridays (Monday, Tuesday), at night, in the morning/evening, sometimes.
```
Wood 
always
 floats on water.

He goes to the gim 
every day
.

She 
usually
 studies hard for her exams.

He 
sometimes
 goes shopping.

I 
often
 play pool with my friends.

She 
never
 goes to school by bus.

In the evening
 we play Monopoly.
```